# Wadelincourt
Wadelincourt település Franciaországban, Ardennes megyében. Lakosainak száma 447 fő (2022. január 1.). Wadelincourt Balan, Cheveuges, Noyers-Pont-Maugis és Sedan községekkel határos.

## Népesség
A település népessége az elmúlt években az alábbi módon változott:
| Lakosok száma | 479  | 477  | 529  | 545  | 520  | 494  | 473  | 459  | 455  | 447  |
|               | 1968 | 1982 | 1990 | 2006 | 2013 | 2015 | 2017 | 2019 | 2020 | 2022 |